# Fuente del Tornajo
La fuente del Tornajo (también, fuente de El Tornajo) es un manantial que nombra al área recreativa existente en el casco urbano de Casas Altas, municipio de la provincia de Valencia (Comunidad Valenciana, España).

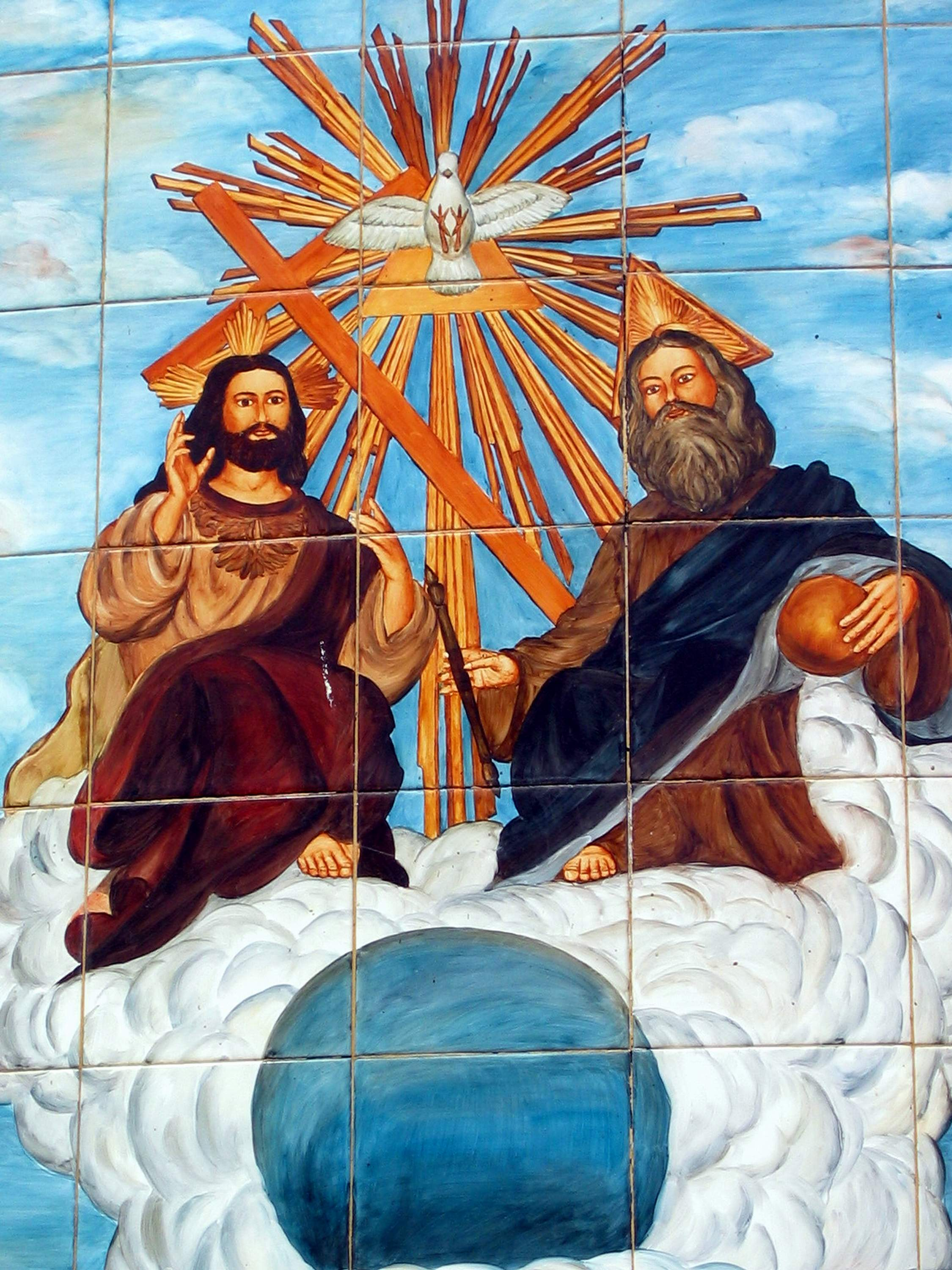
Detalle de plafón cerámico en la Fuente del Tornajo en Casasaltas (Valencia), obra de J. Sanchis, representando a la Santísima Trinidad, patrona del lugar (2003).

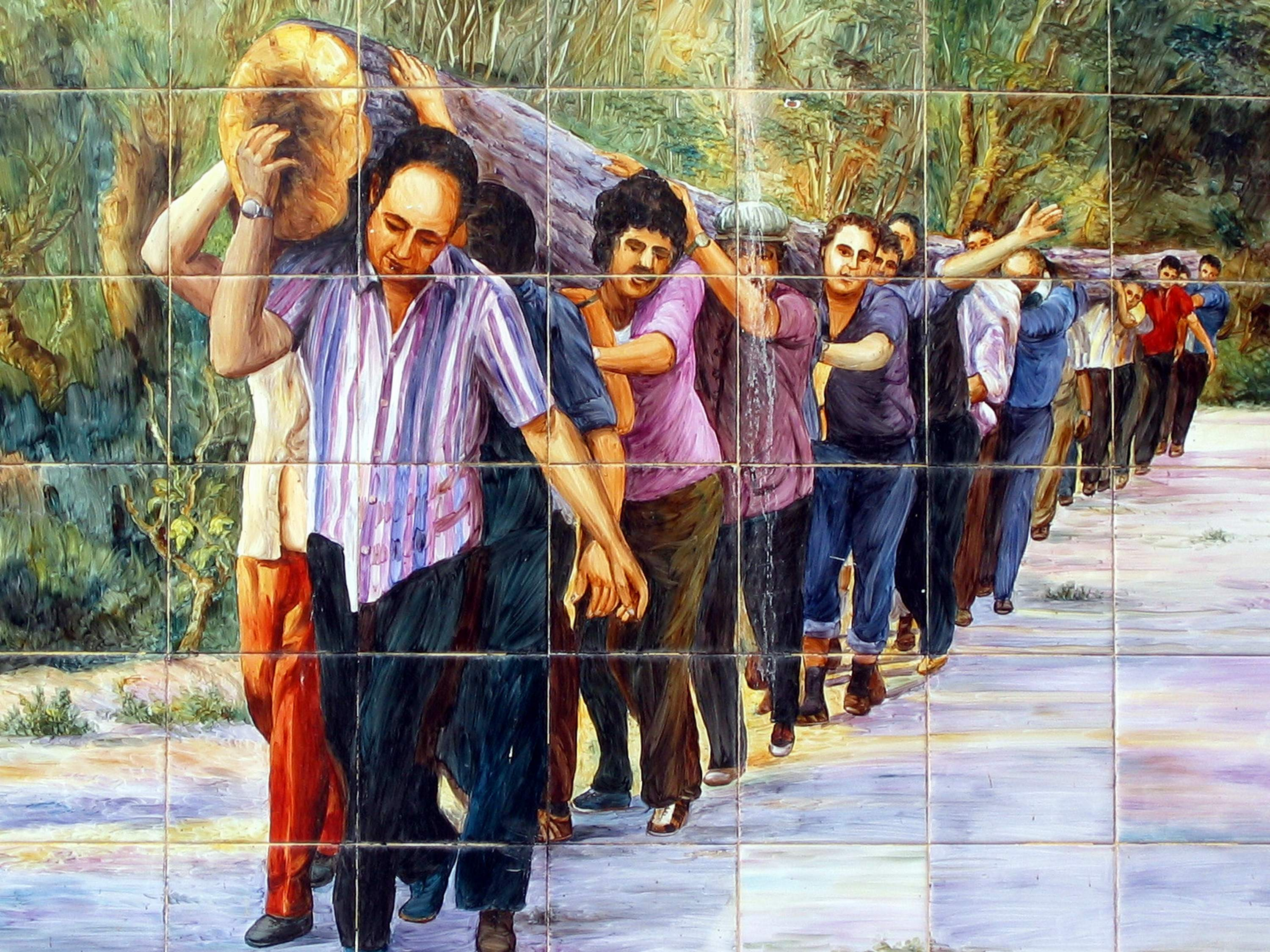
Detalle de plafón cerámico en la Fuente del Tornajo en Casasaltas (Valencia), obra de J. Sanchis, representando la subida del chopo en Pascua (2003).

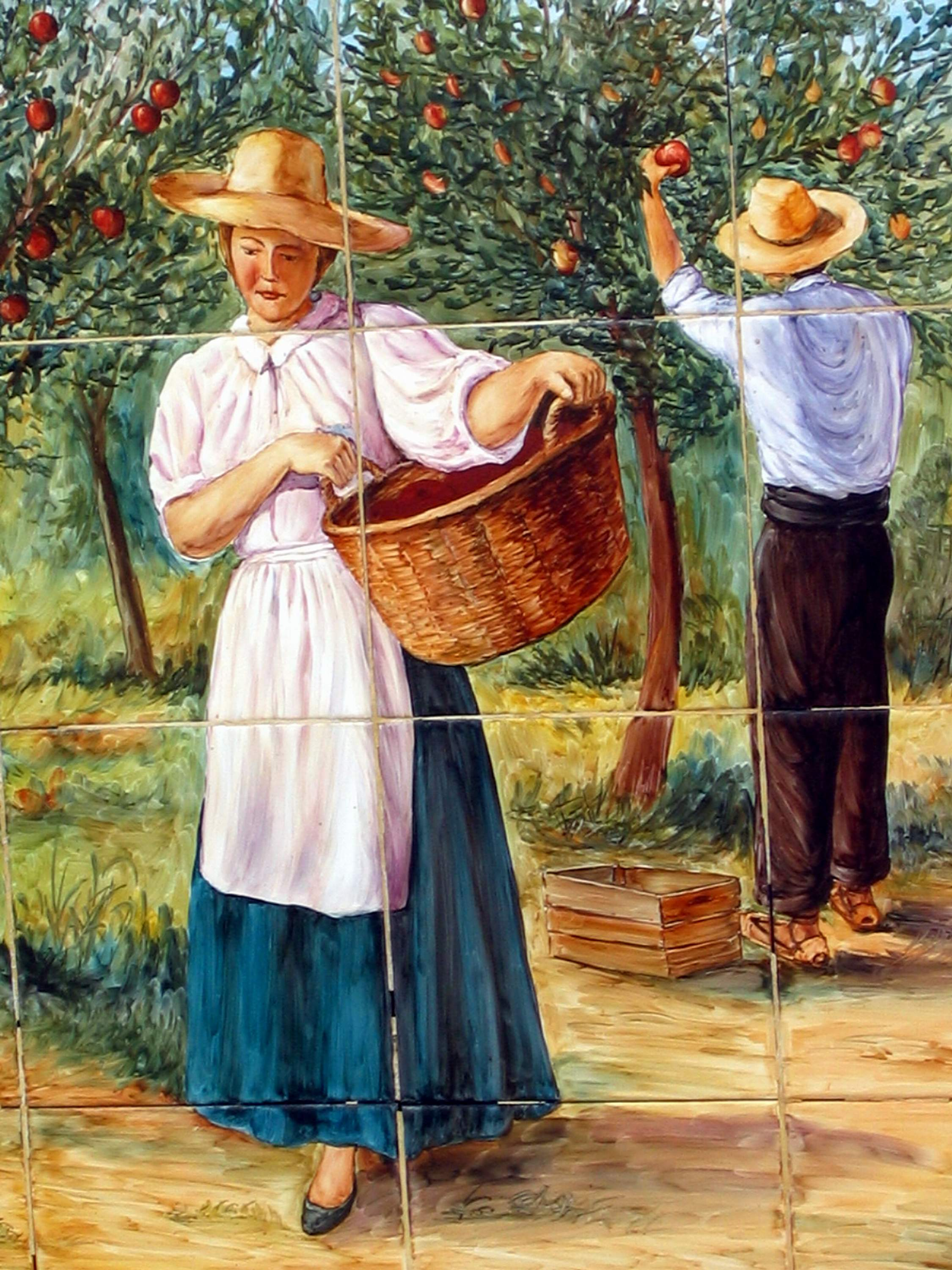
Detalle de plafón cerámico en la Fuente del Tornajo en Casasaltas (Valencia), obra de J. Sanchis, representando la recogida de la fruta (2003).

Su aspecto actual proviene de mediados los años noventa, momento en que el espacio fue remodelado aprovechando las eras de pantrillar existentes en torno a la primitiva fuente y el abrevadero.

## Historia
El nombre alude a lo que sería antiguamente el lugar, una sencilla fuente con una canal a modo de abrevadero vaciada en un tronco de árbol, que no otra cosa significa «tornajo». Muy posteriormente, la canal de madera se hizo en piedra y cemento. Tradicionalmente, la fuente constituyó un espacio para el abastecimiento público de agua, con pilón y abrevadero para animales.
En su Viaje al Rincón de Ademuz (1977), Francisco Candel no menciona directamente a la fuente del Tornajo, aunque al entrar en Casas Altas alude a «un grupo de mujeres sentadas en sillas bajas de anea, mujeres vestidas de oscuro y secas. Hacían labor, conversaban y tomaban la sombra en una explanadita de cemento que parecía una era». Se trata de la era donde posteriormente se construyó el área recreativa. Sorprendentemente, tampoco la menciona María Ángeles Arazo en su libro El Rincón de Ademuz (1998), aunque en su tiempo la fuente y espacios anexos ya estaba remodelada.
Su aspecto actual proviene de la actuación llevada a cabo mediados los años noventa, según proyecto ornamental del artista y político valenciano Rafael Orellano Iñigo y del arquitecto y urbanista José L. Calabuig Ortuño, de Valencia.
La fuente y el área recreativa anexa fue inaugurada por la presidenta de la Diputación de Valencia, Clementina Ródenas Villena, en mayo de 1995.

## Ubicación  y descripción
Se halla en la parte alta del pueblo, por debajo de la carretera N-330a que de norte a sur circunda la población al poniente. El conjunto se ubica en el entorno de la calle Calvario, Barraca y Hondiguero. Según recoge un visitante:

«Está formada por dos estructuras bien diferenciadas, una superior a modo de placeta con una fuente ornamental en el centro y otra inferior formando un frontón convexo con fuente de dos caños -el de la derecha, con agua potable; el de la izquierda, con agua no potable- y abrevadero corrido a los pies con piletas de desagüe. Un murete basado en puntales de piedra con pasamano protege los extremos del semicírculo, con adornos bolados sobre pilastras.»
La Fuente del Tornajo en Casas Altas, Alfredo Sánchez Garzón

El piso de la plazoleta superior posee piso de adoquines formando dibujo geométrico centrado por una fuente ornamental basada en tres platos horizontales paralelos soportados por leones labrados en piedra. La fuente está rodeada por árboles de sombra (moreras, olivos) y un seto posterior: “En la barbacana luce una fachada semicircular cóncava, alicatada por ladrillos cerámicos con distintas representaciones, y un poyo a modo de banco en la base del frontis”.
Lo más notable son los paneles cerámicos enmarcados por ladrillos azules que la adornan, sobre un fondo de azulejos blancos –obra del ceramista valenciano Juan Sanchis Zamora-:
- Los de la parte de la placeta (superior) documentan escenas de la vida rural: en el centro luce un gran dibujo con la silueta de la comarca señalando los distintos municipios con sus escudos. A la izquierda hay un gran plafón con escenas relativas a la recogida de la fruta (manzanas), en la que aparecen dos varones y una mujer, mientras que en el de la derecha se representa una escena de trilla, en la que se figuran tres varones, un niño y dos mulos con collerón en una era. En los extremos de ambos paneles lucen cenefas propias de la cerámica valenciana enmarcando una canasta con frutas.[3]

- Los de la parte del abrevador (inferior) lucen sobre un frontis semicircular convexo, centrados por un gran plafón con la imagen de la patrona de la localidad (Santísima Trinidad), en la parte alta. A ambos lados de la Trinidad hay dos escudos -el de Valencia a la izquierda y el de la localidad a la derecha-. Debajo de los escudos hay dos cuadros de buen tamaño: el de la diestra representa la subida del chopo para su plantada en Pascua (una secular tradición local); mientras que el de la izquierda muestra una panorámica del pueblo, vista desde el otro lado del Turia. Por debajo del plafón central, entre este y los de los extremos hay dos figuras encaradas: un varón a la derecha con un manojo de cañas de cereal con espigas entre las manos y una mujer a la izquierda, con un cántaro en jarras y un botijo en la mano. Entre ambas figuras el nombre de la fuente en grandes letras: EL TORNAJO. Las figuras humanas simbolizan labores usualmente asignadas al varón (siega) y a la mujer (traída de agua).[3]

Anexo al conjunto de las fuentes y el abrevadero se halla el recinto de «Las Eras», espacio abierto circundado por un muro de piedra en la parte posterior, con bancos de asiento y árboles ornamentales y de sombra.